# Darling Lili
Darling Lili (no Brasil e em Portugal: Lili, minha adorável espiã)[carece de fontes?] é um filme musical dos Estados Unidos de 1970, do gênero drama, dirigido por Blake Edwards.

## Sinopse

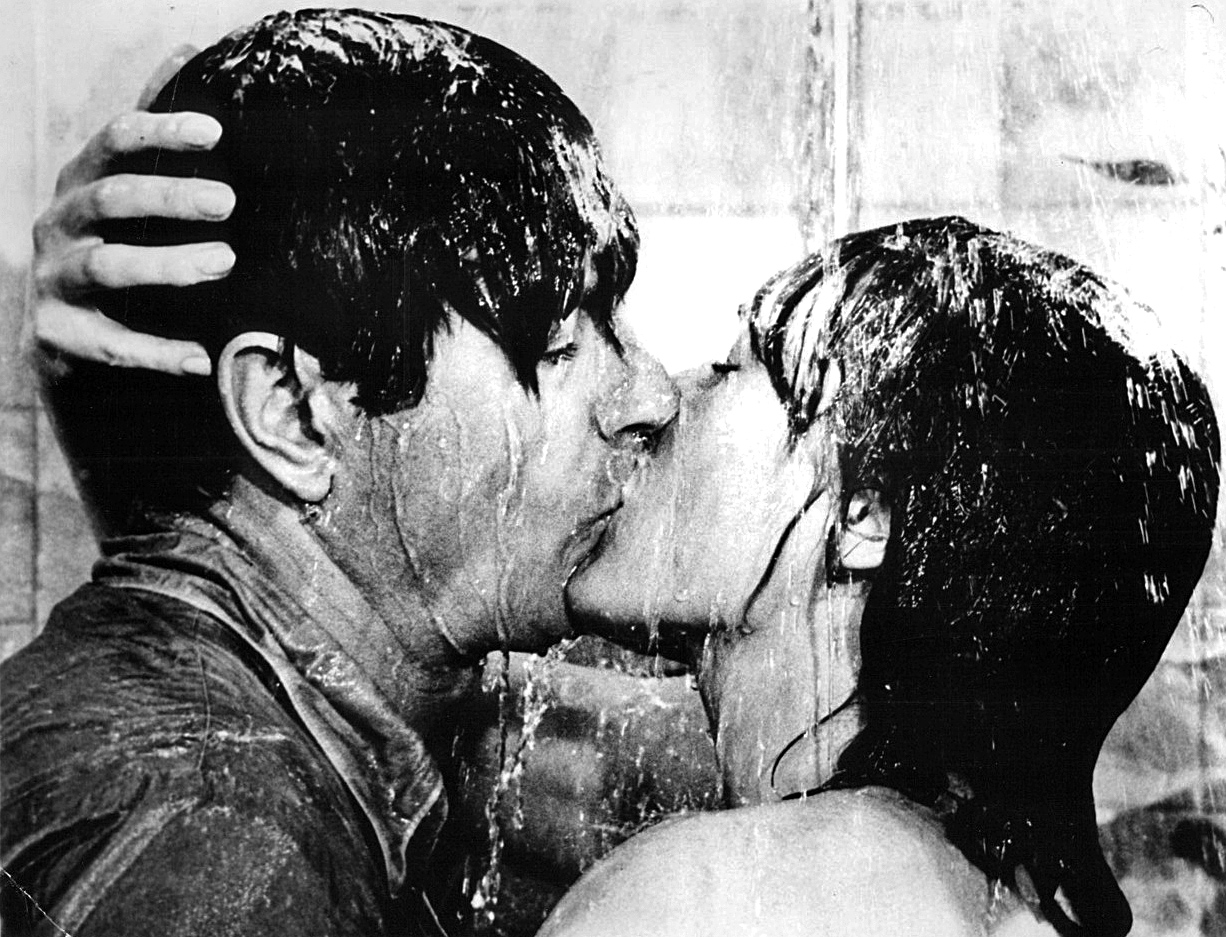
Rock Hudson e Andrews se beijando em Darling Lili (1970)

Paris, durante a I Guerra Mundial. Lili Smith é uma famosa cantora popular que carrega um segredo: é uma espiã alemã, que recebe ordens do coronel Kurt Von Ruger.
O coronel considera o crescimento dos aviões de combate um factor decisivo nas batalhas e assim ele ordena que Lili se torne íntima de um famoso piloto, o major William F. Larrabee, e tente arrancar dele o maior número de informações possíveis. No entanto ela logo descobre que está apaixonada por Larrabee e vê-se no meio de um problema. 

## Elenco
- Julie Andrews (Lili Smith)
- Rock Hudson (Major William Larrabee)
- Jeremy Kemp (Coronel Kurt Von Ruger)
- Lance Percival (T.C.)
- Michael Witney (Tenente George Carson)
- Gloria Paul (Crepe Suzette)
- Jacques Marin (Major Duvalle)
- André Maranne (Tenente Liggett)
- Bernard Kay (Bedford)
- Doreen Keogh (Emma)
- Carl Duering (General Kessler)
- Vernon Dobtcheff (Kraus)
- Arthur Gould-Potter (Sargento Wells)
- Ingo Mogendorf (Barão Manfred von Richtofen)

## Prémios e nomeações
- Recebeu três nomeações ao Óscar, nas categorias de:
  - Melhor Banda Sonora
  - Melhor Canção Original ("Whistling Away the Dark")
  - Melhor Guarda-Roupa

- Ganhou o Globo de Ouro de Melhor Canção Original ("Whistling Away the Dark"), além de ter sido nomeado nas categorias de:
  - Melhor Filme - Comédia/Musical
  - Melhor Actriz - Comédia/Musical (Julie Andrews)
- Recebeu uma nomeação ao Grammy de Melhor Banda Sonora - Filme/Especial de TV.